# Cornelis Sibe
Cornelis Sibe (22 april 1983) is een voormalige Surinaamse atleet, die zich had toegelegd op de 800 m.
Sibe nam deel aan de Olympische Zomerspelen van 2004 in Athene (Griekenland) op de 800 m. Hij liep die afstand in 2.00,06, waarmee hij de slechtste tijd neerzette van de 72 atleten die op die afstand uitkwamen.

## Persoonlijke records
| Onderdeel | Prestatie | Datum            | Plaats |
| --------- | --------- | ---------------- | ------ |
| 800 m     | 2.00,06   | 25 augustus 2004 | Athene |